# Fiodor Michałowicz Czartoryski
Fiodor Michałowicz Czartoryski (en lituanien : Teodoras Čartoriskis), mort en 1542, prince lituanien de la famille Czartoryski.

## Biographie
Il est le fils de Michał Wasylewicz Czartoryski et de Maria Niemir

## Mariage et descendance
Son épouse Zofia Sanguszko, lui donne pour enfants:
- Aleksander Fiodorowicz (1517-1571),
- Iwan Fiodorowicz (pl) († 1566/67),
- Anna,
- Fiodor,
- Anastazia.

## Sources
- (pl) Cet article est partiellement ou en totalité issu de l’article de Wikipédia en polonais intitulé « Fiodor Czartoryski » (voir la liste des auteurs).